# Jonas Wirséen
Jonas Wirséen, född 16 maj 1788 i Karlskrona, död 27 maj 1836 i Stockholm, var en svensk mässingsslagare, kopparstickare och tecknare.
Han var son till volontären Peter Qvistberg och hans hustru Christina. Wirséen blev lärling hos mässingsslagaren Daniel Zerl i Karlskrona 1804 och efter sin lärotid följt av praktikarbete flyttade han till Stockholm 1813 där han senare blev ålderman inom Stockholms mässinsslagareämbete. Han var även verksam som kopparstickare och utförde bland annat 35 utsikter över Karlskrona som häftades ihop till boken Wirseens bok.    